# Иво Велинов
Иво Григоров Велинов-Баджо е бивш български футболист, защитник. Играл е само за Велбъжд. В А група има 70 мача. За националния отбор има 2 мача. От есента на 2006 г. е спортно-технически директор на ПФК Велбъжд (Кюстендил).

## Статистика по сезони
- Велбъжд – 1986/87 – В група, 12 мача/0 гола
- Велбъжд – 1987/88 – В група, 23/1
- Велбъжд – 1988/89 – В група, 28/2
- Велбъжд – 1989/90 – Б група, 34/2
- Велбъжд – 1990/91 – Б група, 33/4
- Велбъжд – 1991/92 – Б група, 35/2
- Велбъжд – 1992/93 – В група, 28/3
- Велбъжд – 1993/94 – В група, 30/4
- Велбъжд – 1994/95 – Б група, 29/2
- Велбъжд – 1995/96 – А група, 29/0
- Велбъжд – 1996/97 – А група, 18/0
- Велбъжд – 1997/98 – А група, 27/0